# Yasushi Nawa
Yasushi Nawa (名和 靖?, Nawa Yasushi; Mizuho, 24 novembre 1857 – 30 agosto 1926) è stato un entomologo giapponese.
Proveniente dalla prefettura di Gifu, a lui si deve la scoperta della farfalla di Gifu. Fu inoltre fondatore del museo degli insetti Nawa, il primo del suo genere aperto in Giappone.

## Biografia
Nawa nacque nel distretto di Motosu della prefettura di Gifu (l'odierna città di Mizuho) e sin dalla gioventù dimostrò un forte interesse verso le cimici. Nel 1878, poco più che diciannovenne, entrò nel centro di apprendimento d'agricoltura di Gifu (in seguito scuola agricola della prefettura di Gifu e oggi scuola media d'agricoltura di Gifu) dove rimase come assistente dopo essersi diplomato nel 1882. Il 24 aprile 1883 scoprì una nuova farfalla nell'attuale distretto Kanayama-machi della città di Gero. Definì il papilionide con il nome di farfalla di Gifu (Luehdorfia japonica).
Nel 1886 Nawa si unì all'Università imperiale di Tokyo (ora Università di Tokyo) e si diplomò in un anno e mezzo dopo le aver finito le scuole superiori, dopodiché iniziò a insegnare in vari istituti della prefettura di Gifu. Dopo un decennio come insegnante, nel 1896 fondò il Centro di ricerca degli insetti Nawa, dove studiò la protezione degli insetti utili, lo sterminio di quelli dannosi e il controllo delle termiti. Nel 1919, infine, fondò il museo degli insetti Nawa, il primo nel suo genere in Giappone, situato nell'odierno parco di Gifu dell'omonima città.